# Dědičná štola Jana Křtitele
Dědičná štola Jana Křtitele je historické těžební a odvodňovací důlní dílo spojené s uhelným a kyzovým hornictvím na Sokolovsku. Štola se nachází ve Starém Sedle nedaleko pravého břehu Ohře v okrese Sokolov v Karlovarském kraji.
Předmětem těžby štolou bylo nejdříve dobývání železných kyzů pyritu a markazitu za účelem výroby kamence, později zelené a modré skalice a vitriolového kamene k výrobě olea – dýmavé kyseliny sírové. Jako vedlejší produkt z výpalků kyzů při výrově kyseliny sírové se vyráběl hnědočervený leštící prostředek, používaný při leštění zrcadel s názvem potté, nebo také caput morteum.
Později sloužila štola jako odvodňovací důlní dílo hlubinného uhelného dolu Michal ve Starém Sedle.
Štola Jana Křtitele a pozůstatky minerální závodu Svaté trojice patří k lokalitám Geoparku Egeria, součásti Česko-bavorského geoparku. Od roku 2000 je štola s opěrnou zdí chráněna jako technická kulturní památka České republiky.

## Geomorfologie a geologie
Z geomorfologického členění se lokalita nachází v Sokolovské pánvi na území okrsku Svatavské pánve.
Podloží pánve zde tvoří žuly karlovarského pluton na které nasedá starosedelské souvrství s nejstaršími terciérními sedimenty pánve. Souvrství je tvořeno převážně druhotně prokřemeněnými pískovci až křemenci s polohami slepenců o mocností až 40 m. V sedimentech starosedelského souvrství se hojně objevuje fosilní flóra jako svědectví dubo-vavřínových lesů subtropického pásma s průměrnou roční teplotou 15 až 20 °C. Pod ústím štoly se nacházejí výchozy souvrství s pseudokrasovými jevy. Tyto zajímavé skalní útvary ve svazích při Ohři jsou chráněny jako přírodní památka Údolí Ohře. Nadloží starosedelského souvrství tvoří uhelné lávky sloje Josef, jejichž sedimentaci provázela vulkanická činnost. Ta ovlivnila vznik vložek tufů a tufitů s obsahem železných kyzů i složení popelovin v uhlí. Tyto partie se těžily jako surovina pro chemický průmysl.

## Historie

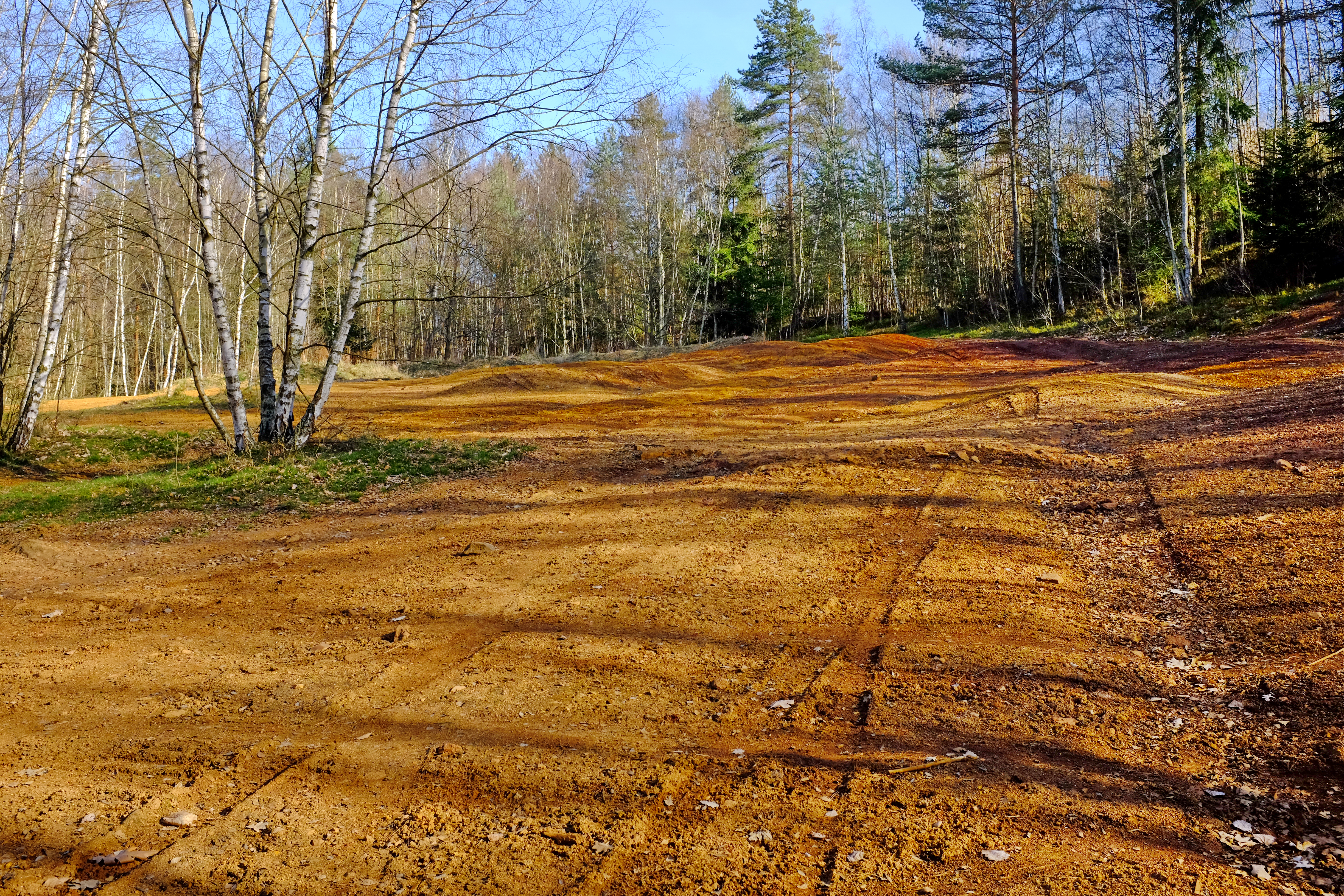
Mrtvá krajina v místě louhování kyzů

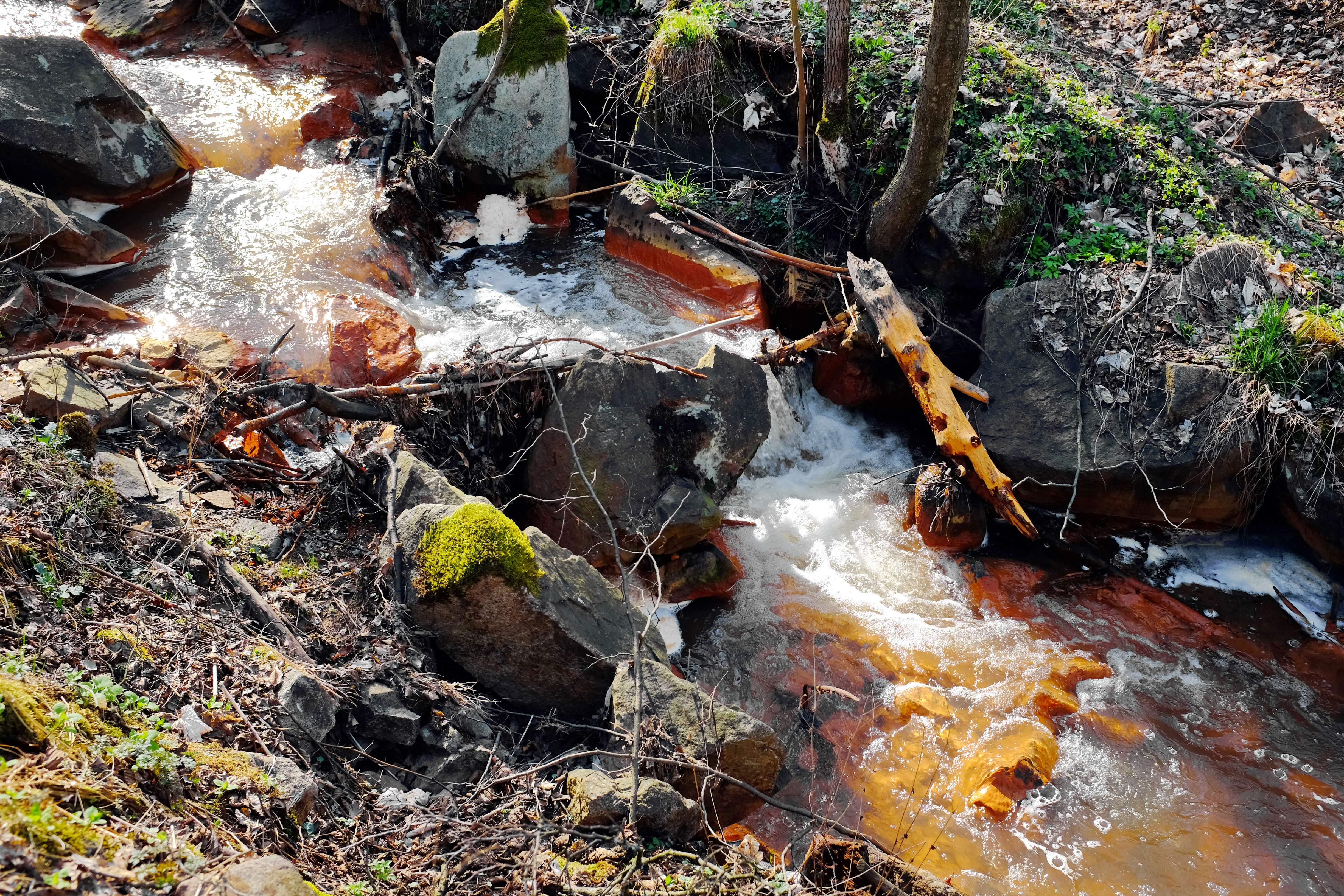
Železem zbarvená voda v potoce pod štolou

Historie dědičné štoly souvisí s historií starosedelského chemického průmyslu a uhelného hornictví. Ta sahá až do 16. století, kdy na území obce Staré Sedlo začalo využívání nerostných surovin. Někdy kolem roku 1550 začala těžba kyzových lupků v bezprostředním nadloží sloje Josef. Přesné časové určení není známé, ví se však, že minerální závod Svaté Trojice ve Starém Sedle založili těžaři z Horního Slavkova. Ve falknovské městské knize z roku 1573 se uvádí, že minerální závod je v čilém provozu. Za třicetileté války došlo k výraznému poklesu výroby. O nový rozvoj závodu se výrazně zasloužil Jan Hartvík z Nostic, majitel sokolovského panství, který začal od roku 1668 skupovat jednotlivé podíly. Závod i s obcí Staré Sedlo byl zobrazen na oltářním obraze z roku 1673, umístěném v kostele Nejsvětější Trojice. Obraz však shořel při požáru obce v roce 1861.
Nejprve se v minerálním závodě vyráběl kamenec, následovala zelená a modrá skalice. Teprve v 70. letech 18. století docházelo k prvním pokusům o výrobu vitriolového kamene, z něhož se dále vyráběla kyselina sírová. Jako vedlejší produkt při výrobě kyseliny sírové se získával červený prášek, oxid železitý, zvaný caput mortem (mrtvá hlava – z latiny), který se stal v druhé polovině 19. století jedním z hlavních výrobních produktů a představoval surovinu pro výrobu 41 odstínů barev. Surovinou k výrobě kamence, zelené skalice a kyseliny sírové byly kyzy a kyzové uhlí, těžené z malých hloubek. Výroba byla energeticky náročná a spotřebovala mnoho dřeva, jehož cena neustále stoupala. Proto se hledalo náhradní řešení. K prvnímu k prvnímu pokusu o využití uhlí došlo již v roce 1710, avšak trvalo ještě plných 90 let, než bylo topení dřevem nahrazeno zcela uhlím. K tomuto procesu docházelo postupně. Uhlí se dováželo z dolů v okolí Louček a Chranišova. Vlastní uhlí ze Starého Sedla, těžené společně s kyzy bylo nekvalitní. Roku 1816 se stal majitelem minerálního závodu Johann David Starck, jež začal s modernizací závodu. Po vyčerpání zásob kyzových lupků a kyzů z malých hloubek nechal v letech 1815 až 1816 vyrazit štolu Jana Křtitele. Kyzové uhlí s pyritem se vozíky naváželo přímo do závodu. V druhé polovině 19. století ztrácel závod Svaté Trojice postupně na významu. Svědčí o tom i skutečnost, že vedení společnosti se 1. dubna 1876 přestěhovalo do Dolního Rychnova, kde se věnovalo rozvíjející se těžbě uhlí a výrobě skla.
V místech, kde se probíhalo louhování kyzů, je mrtvá půda zbarvená dorezava oxidy železa.
Roku 1879 byl založen důl Michal s těžní jámou vyhloubenou přímo v obci, poblíž Hruškovského potoka. V počátcích se jednalo o malé důlní dílo, s nepatrnou roční těžbou. V některých letech důl vůbec netěžil. Přelom nastal v roce 1918, kdy důl zakoupila společnost z Oloví. Rubání probíhalo hlubinným způsobem, metodou pilířováním na zával v jedné sloji 4 až 6 m mocné, v největší hloubce 45 m. Důl neměl vlastní vlečku, ani lanovku a byl až do modernizace v roce 1922 odkázán na prodej do okolí, nebo na odvoz uhlí povozy. V letech 1921 až 1922 byl vybudován nový moderní důl. Západně od staré jámy byla vyhloubena nová těžní jáma s hloubkou 32 m. Těžní stroj již poháněla elektřina a od důlního závodu se postavila nová visutá lanovka, která na vzdálenost 3 300 m přepravovala vytěžené uhlí na nakládací stanici v Novém Sedle. Její přepravní kapacita byla okolo 320 tun za hodinu.
Pracoviště, na kterých se dobývalo uhlí se postupně vzdálila od těžní jámy. Pro zkrácení cesty na pracoviště se vybudovala v roce 1930 pomocná jáma vybavená pouze lezným oddělením. Dno jámy bylo spojeno překopem o délce 14 metrů s dědičnou štolou. V roce 1945 byl překop zapažen dřevěnou hrází a jáma byla zasypána. Hráz po letech selhala a zásyp jámy se se sesouval ve strmém překopu do dědičné štoly. Voda proudící v dědičné štole zásypový materiál vynášela do řeky Ohře. V květnu roku 2002 se odplavení zásypu projevilo na povrchu propadlinou ve vzdálenosti 5 metrů od rodinného domu.
Pro zachování bezpečnosti musel být stanoven ochranný pilíř obce a státní silnice, tedy linie, za kterou se nesmělo těžit, aby se nepropadaly domy a silnice. Důlní vody odváděla po celou dobu těžby dědičná štola Jana Křtitele. Z níže položených dobývacích míst se důlní vody přečerpávaly, maximálně však do výšky 8 m.

## Technické údaje
Celková délka štoly je 900 m  a byla ražena z větší části ve skále, většinou ručně pomocí mlátků a želízek nebo za pomoci černého střelného prachu s ručně zakládanými vývrty. Prvních 520 m od ústí bylo raženo ve skalním podloží, které tvoří starosedelské pískovce. Zbytek je vyzděný anebo vystrojen dřevěnou výztuží. Spád štoly činí pouze 2–3 ‰ (20 až 30 cm na 100 m délky). Její ústí leží v nadmořské výšce 398,16 m. Profil štoly ražený ve skále je oválný s rozměry přibližně 2 × 1 m, u zděné části štoly je podkovovitý s rozměry 1,5 × 1 m.
Štola je pořád funkční a do Hruškovského potoka z ní vytéká rezavě zabarvená voda. Výrazné zbarvení vody způsobuje vysoký obsah oxidu železitého. Toto výrazné zbarvení je zřetelné až k nedalekému soutoku potoka s Ohří.

## Dostupnost
Ústí štoly se nachází na severním okraji Starého Sedla přibližně 70 m od pravého břehu Ohře. Okolo portálu štoly vede žlutě značená turistická stezka, která se za visutou lávkou pro pěší přes Ohři napojuje na páteřní cyklostezku Ohře. Ve štole je zvýšený obsah oxidu uhličitého. Štola není veřejnosti přístupná. V blízkosti štoly je umístěno několik informačních panelů. Infopanel Česko-bavorského geoparku seznamuje návštěvníky se jak štolou Jana Křtitele, tak i historií minerálního závodu Svaté Trojice.